# Myrmecaelurus luridus
Myrmecaelurus luridus är en insektsart som beskrevs av Hölzel 1983. Myrmecaelurus luridus ingår i släktet Myrmecaelurus och familjen myrlejonsländor. Inga underarter finns listade i Catalogue of Life.